# Petite pagode de l'oie sauvage
La petite pagode de l'oie sauvage (en chinois : 小雁塔, en pinyin : Xiǎoyàn Tǎ) est une des deux principales pagodes de l'époque Tang de la ville de Xi'an, dans la province chinoise du Shaanxi. Elle a été construite entre 707 et 709, alors que la ville, connue sous le nom de Chang'an, était la plus peuplée de l'Empire. L'autre pagode notable est la grande pagode de l'oie sauvage, construite en 652 et restaurée en 704.

## Histoire
La petite pagode de l'oie sauvage a été construite entre 707 et 709, pendant la dynastie Tang, sous l'empereur Zhongzong (r 705-710). La pagode s'élevait à 45 m jusqu'au séisme de 1556 de Shaanxi. Le tremblement de terre a endommagé la pagode, ce qui a ramené sa hauteur à 43 m répartis en 15 niveaux. La pagode est faite d'une structure de briques entourant un espace vide ; sa base est carrée et le style recoupe celui d'autres pagodes de la même époque.
Pendant la dynastie Tang, la petite pagode de l'oie sauvage était séparée de son temple père, le temple Dajianfu, par une rue. Des pèlerins indiens y ont apporté d'Inde des écritures bouddhistes sacrées, car le temple était alors l'un des principaux centres de traduction des textes bouddhiques à Chang'an. Le temple était plus ancien que la pagode, ayant été fondé en 684, soit exactement 100 jours après la mort de l'empereur Gaozong des Tang (r. 649-683). L'empereur Zhongzong avait donné sa résidence pour la construction d'un nouveau temple à cet endroit, pour que 200 moines y vivent, en mémoire de son père Gaozong. Le temple s'appelait à l'origine le Daxianfusi, ou Grand monastère des bénédictions offertes par Zhongzong, jusqu'à ce qu'il soit renommé Dajianfusi par l'impératrice Wu Zetian en 690.

## Crédit d'auteurs
- (en) Cet article est partiellement ou en totalité issu de l’article de Wikipédia en anglais intitulé « Small Wild Goose Pagoda » (voir la liste des auteurs).